# Das Abenteuer des Miguel Littín
Das Abenteuer des Miguel Littín – Illegal in Chile (span. Originaltitel: La aventura de Miguel Littín clandestino en Chile) ist eine Reportage von Gabriel García Márquez über den sechswöchigen illegalen Aufenthalt des Filmemachers Miguel Littín in Chile im Frühjahr 1985 und die geheimen Dreharbeiten zu einem Dokumentarfilm über den Zustand des Landes während der Pinochet-Diktatur.

## Inhalt
Miguel Littín, chilenischer Filmemacher und Allende-Anhänger, flieht mit seiner Familie unmittelbar nach der Machtübernahme durch Augusto Pinochet ins Ausland. Er lebt in Spanien und Mexiko und dreht weiter Filme. Ab Herbst 1984 plant er seine Rückkehr nach Chile. Er nimmt Kontakt zu Widerstandsorganisationen auf und stellt drei Filmteams zusammen: ein niederländisches, ein französisches und ein italienisches. Die Teams beantragen unter verschiedenen Vorwänden Drehgenehmigungen und drehen Anfang 1985 in verschiedenen Regionen Chiles. Aus Sicherheitsgründen wissen die Teams nichts voneinander und nur der Leiter jedes Teams kennt den wahren Grund für die Dreharbeiten.
Littín veränderte sein Aussehen, seinen Gang, seinen Akzent und nimmt die falsche Identität eines uruguayischen Werbefachmanns an. Die äußerliche Tarnung war so gut, dass er später selbst von seiner Mutter zunächst nicht erkannt werden sollte. Sein Verhalten zu ändern fiel Líttin jedoch schwer und er glitt manchmal in seine alte Identität zurück.
Mit einer ebenfalls falschen Ehefrau, die organisatorische Aufgaben des Projekts übernahm, reiste er den Filmteams nach. Er leitete zunächst in der Hauptstadt Santiago de Chile die Arbeit des italienischen Teams und koordinierte das gesamte Unternehmen. Chilenische Widerstandskämpfer stellen weitere sechs Teams zusammen, um das Projekt zu unterstützen. Líttin ließ sich auch selbst filmen, damit seine Anwesenheit später nicht von der Regierung dementiert werden konnte.
Wegen der allgegenwärtigen Geheimpolizei und der nächtlichen Ausgangssperre waren die Dreharbeiten eine logistische Herausforderung. Littín wechselte alle paar Tage das Hotel, nahm bei Fahrten innerhalb der Stadt nacheinander mehrere Taxis in verschiedene Richtungen und wurde für längere Strecken von Mitarbeitern in immer anderen Mietwagen abgeholt. Als die Überwachung zunahm und eine Verhaftung drohte, inszenierte er mit Hilfe einer befreundeten Journalistin seine Ausreise und gleichzeitige Enttarnung. Kurze Zeit später reiste er 1000 km entfernt wieder ein.
Littín wollte unter anderem die Stimmung im Land widerspiegeln. So drehte er auch in den Armenvierteln der großen Städte und interviewte die Bewohner über deren Haltung zur Militärregierung und zum ermordeten früheren Präsidenten Salvador Allende. Weitere Drehorte waren z. B. die Bergwerksregion um Concepción, Allendes Geburtsort Valparaíso oder das Haus Pablo Nerudas in dem Dorf Isla Negra. Außerdem war ein Interview mit einem General geplant, der angeblich über die Zustände innerhalb des Militärapparats berichten will. Littín wird aber immer wieder hingehalten und letztendlich kommt der Kontakt nicht zustande.
Die über 32.000 m Filmmaterial wurde nach und nach zu Littíns (echter) Ehefrau nach Madrid geschmuggelt und nach seiner Rückkehr dort geschnitten. Das Ergebnis waren ein vierstündiger Fernsehfilm und eine zweistündige Kinoversion.
Neben dem Fortgang der Dreharbeiten und den persönlichen Eindrücken Líttins von seinem Heimatland beschreibt die Reportage in einem zweiten Handlungsstrang rückblickartig die Situation Chiles unter Allende und die Ereignisse des Jahres 1973, also den Militärputsch, die Machtübernahme Pinochets und den Mord an Allende. Dies wird mit Líttins persönlichem Schicksal – seiner Emigration und dem Verbot der Rückkehr – verbunden.

## Entstehung
Nach Littíns Rückkehr nach Madrid erzählte er Márquez von seinem Unternehmen. Dieser erkannte das Potential der Geschichte und interviewte Littín fast eine Woche lang. Aus den entstandenen 18 Stunden Tonbandaufzeichnungen erarbeitete er eine Reportage. Bestimmte Namen und Umstände veränderte er dabei, um die entsprechenden Personen zu schützen. Die Erstveröffentlichung war 1986; in Deutschland kam das Buch 1987, übersetzt von Ulli Langenbrinck bei Kiepenheuer & Witsch heraus.

## Stil
Márquez war um inhaltliche und stilistische Authentizität bemüht: Er behielt die Ich-Perspektive Littíns bei und versuchte auch, dessen Tonfall zu erhalten. Auch enthält der Text subjektive Einschätzungen und Bewertungen Líttins, die Márquez nicht zugunsten größerer Neutralität tilgte. Somit bewegt sich der Text zwischen Reportage und persönlichem Erlebnisbericht.

## Quelle
- Gabriel García Márquez: Das Abenteuer des Miguel Líttin. Illegal in Chile. Aus dem Spanischen von Ulli Langenbrinck. Frankfurt/M.: Fischer Taschenbuch Verlag 2004.